# ゴールドパーク串木野
ゴールドパーク串木野（ゴールドパークくしきの）は、かつて鹿児島県串木野市下名（現・いちき串木野市）にあった金（ゴールド、採掘）をテーマにしたテーマパークである。跡地に薩摩金山蔵が設立されている。

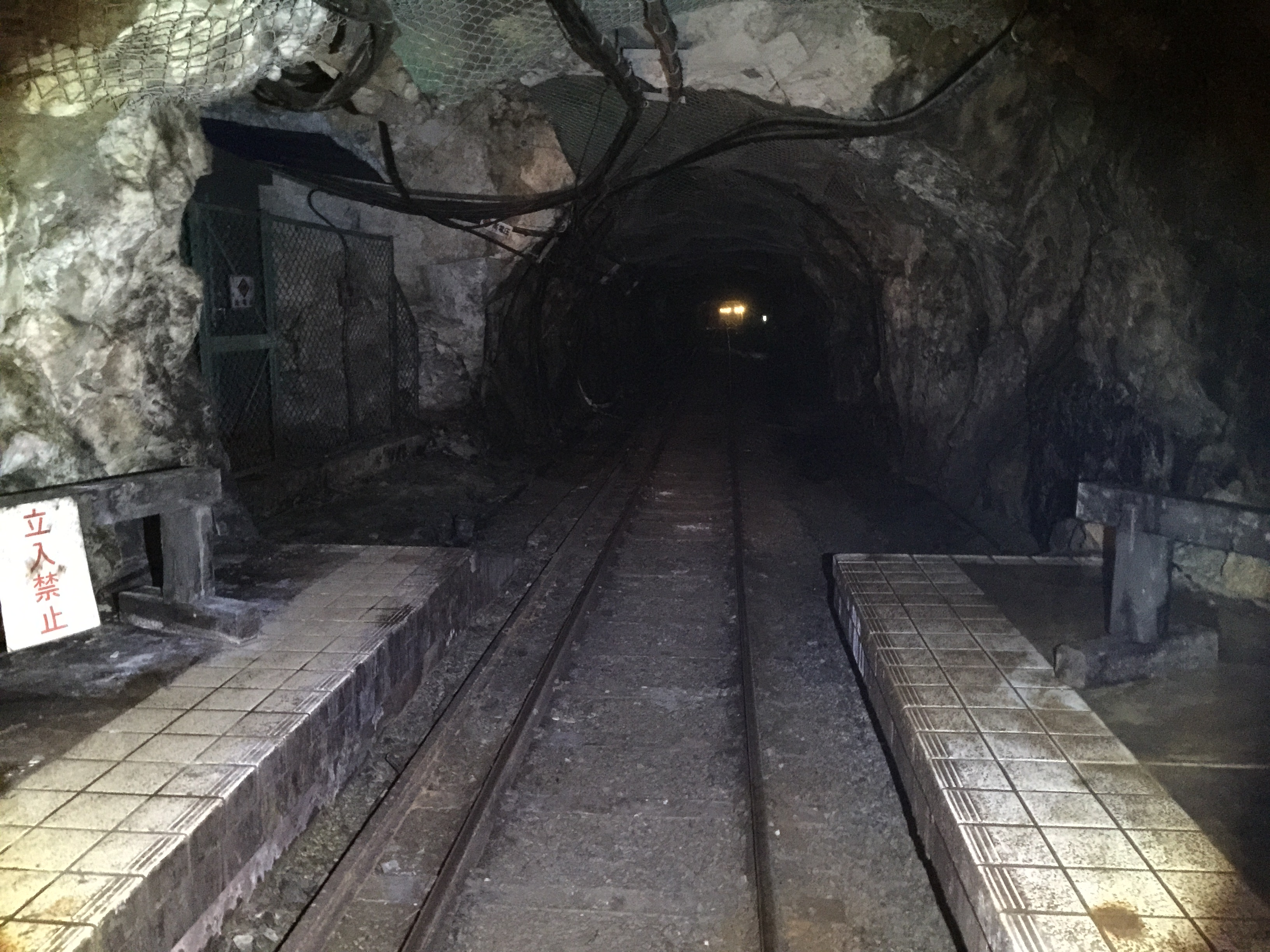
トロッコ列車の軌道と駅

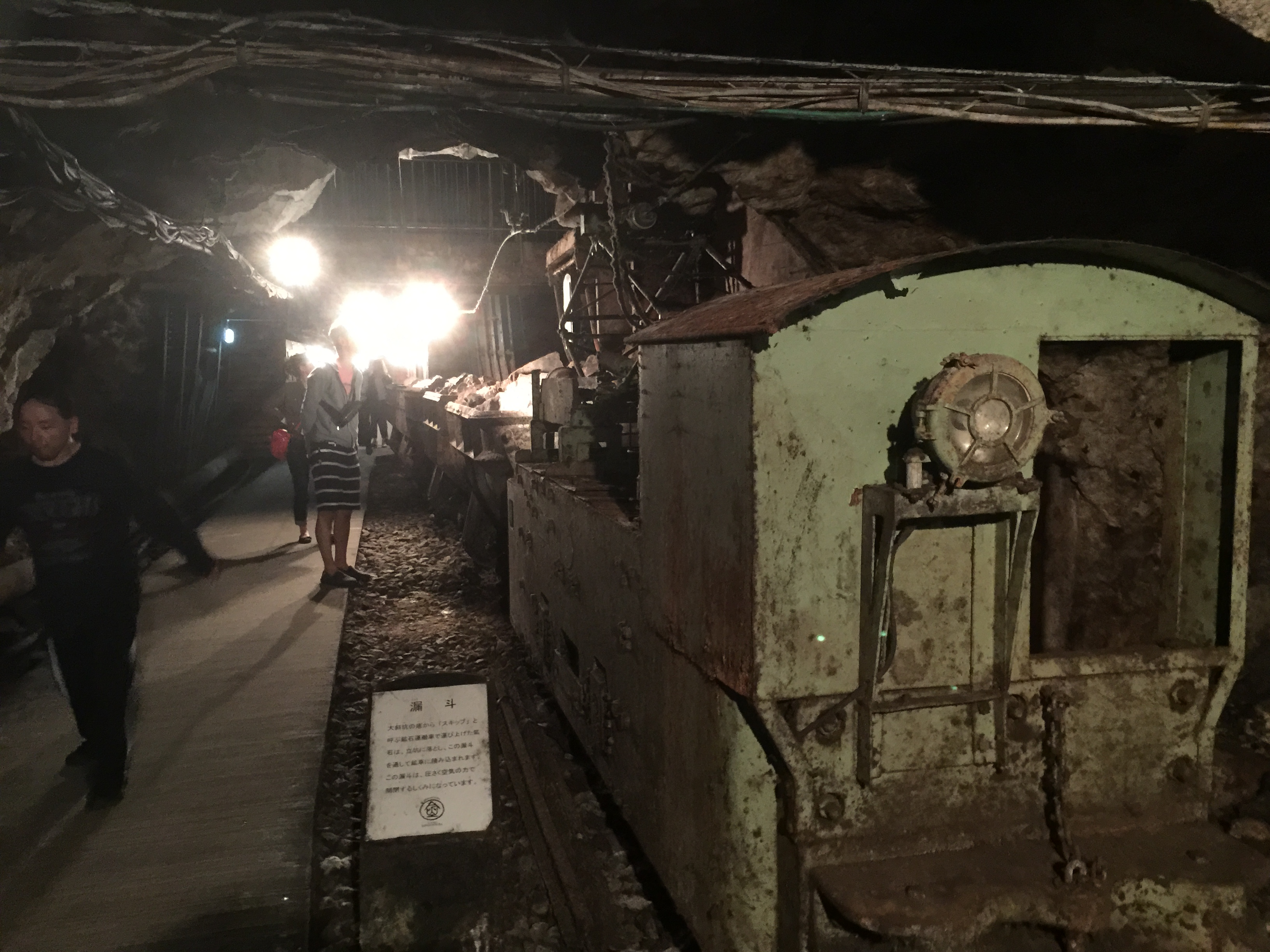
観光坑道

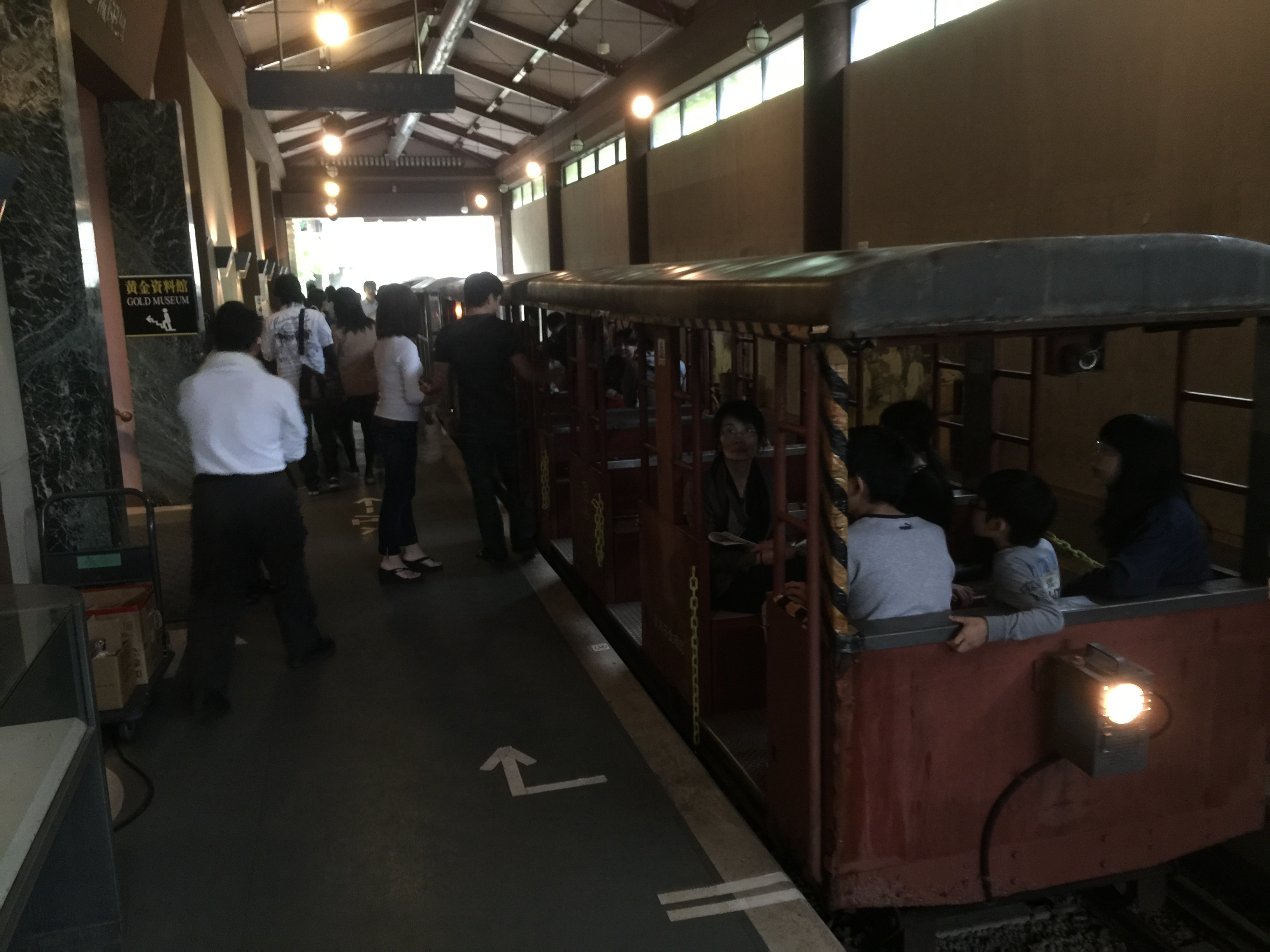
坑道見学に使用するトロッコ列車

## 沿革
1988年（昭和63年）に、串木野鉱山を運営していた三井串木野鉱山の経営の多角化を目指してオープンした。鉱山を利用したテーマパークは、廃鉱になったものを観光向けにしたところが多いが、ゴールドパーク串木野はまだ採掘を継続している「生きている金山」を見学できることが大きな特徴となっていた。700mのトロッコ列車（マインシャトル号）にのって坑道に入り坑道や採掘現場の見学の他、黄金資料館、純金メッキコーナー、砂金採り体験コーナーなどがあった。
開業初年度には約40万人の観光客が入場した。一方でオープンから数年は宣伝費とイベント費用でかなりの金額を投資した。1991年度には1億円が投入されていた。その後低迷し年間10万人台となっていた。出水のツルと組み合わせた観光を旅行会社に提案して団体客を誘致し、個人客誘致にあまり効果のなかったイベント開催を取りやめて人件費を削減するなどして単年度黒字に転換することもあった。「生きている鉱山」という触れ込みであったが、採鉱されるのは金相場が高値になっている時のみであり、例えば2002年現在は採算割れの金相場であったので採鉱は休止されていた。鉱石はまだ残っていたが次第に低品質となり、採算ラインが上昇していた。2003年（平成15年）9月末で閉鎖。採鉱整備も撤去された。2005年（平成17年）4月に串木野市に本社を置く酒造メーカー・濵田酒造が施設の跡地を一括賃貸する形で「薩摩金山蔵」として再オープンした。ゴールドパーク串木野時代の地上設備はほとんどが撤去された。
薩摩金山蔵となって、焼酎熟成スペースが拡充されたが、ゴールドパーク串木野時代にも焼酎熟成のために坑道が転用されていた。

## 設備の構成
入り口近辺の一般入場設備と、トンネル構内への有料入場設備の二種類に分かれていた。

### 一般入場設備
基本的に無料で入場できた。一部有料設備あり。
おみやげセンター
設立当初に存在していた。各種おみやげ販売。ピンポンテーブルコーナー併設。
レストラン
正面左館二階。観光客の為の食事設備。
イベントスペース・遊技コーナー
施設中央広場。普段はアーケードゲームが設置されていた。
黄金資料館
金の精錬技術や金の性質・利用法などに関する展示コーナーがあった。また串木野金山の歴史についても説明されていた。12.3 kgの本物の金のインゴットがケースの中に展示されており、穴から手を入れて触ることができるようになっていた。
砂金取り体験
施設正面奥、丘陵部。ゴールドラッシュ時の砂金採りのように、砂の中に紛れた砂金をざるですくい、選別する作業を体験できた。有料。

### 有料入場設備
トロッコにより鉱山構内へと入場して、串木野金山が運営されていた頃の坑道を見学できた。テーマパークの開業した初期にはまだ実際の金山としての採掘もなされており、操業している鉱道と観光鉱道が同居している珍しい事例であった。
トロッコ
1時間に数回の間隔で、鉱山構内に入場するトロッコが運行していた。「マインシャトル号」の愛称が付けられていた。
金塊展示
鉄格子の向こうに高く積まれたダミーの金塊インゴットのピラミッドを展示。CM・外部メディアへのプロモーション等でも頻繁に用いられゴールドパーク串木野の看板コンテンツのひとつとなっていた。串木野鉱山が三井の手で採掘を開始されて以来、産出した金の総量55トンを1個12.5kgのインゴットで積み上げて再現したものである。
観音像
鍾乳洞風のスペースに地下水を引いた池が作られ、観音像が鎮座している。賽銭を池に投げ入れ、金運を願う。
すべり台
らせん状に構成された縦穴をすべり降りる遊戯具。
願い事の穴
深く掘られた縦穴。付近に置かれている石を投げ込み、反響を確認できる。閉鎖直前頃は地下水が貯まり、縦穴がほぼ水びたしとなっていた。
発破実験
ボタンがあり、押すと光と爆音が鳴り、ダイナマイトによる発破のイメージを伝える。実際に爆発するわけではない。

## メディア
- 地球戦隊ファイブマン - 第26話内のエピソードでロケが行われた。
- 勝手にしやがれヘイ!ブラザー - ロケが行われた。
- 特命リサーチ200X - 金を扱うテーマパークとして紹介された。